# Bờ biển Vàng Brandenburg
Bờ biển vàng Brandenburg hay Bờ biển vàng Phổ là một phần của Vùng Gold Coast. Thuộc địa Brandenburg của Brandenburg-Phổ được thành lập vào năm 1682 và tồn tại đến 1720 thì vua Frederick William I của Phổ bán nó lại cho Cộng hòa Hà Lan với giá 7.200 ducat.

## Bờ biển Vàng Brandenburg
Vào tháng 05 năm 1682, người Đức bắt đầu chế độ thực dân ở Châu Phi khi Công ty Châu Phi Brandenburg (tiếng Đức: Brandenburgisch-Afrikanische Compagnie) mới được thành lập, đã được Frederick William, Tuyển hầu tước Brandenburg, cho thành lập một thuộc địa nhỏ ở Tây Phi, bao gồm hai khu định cư ở Bờ biển Vàng trên Vịnh Guinea, xung quanh Mũi Ba Điểm ở Ghana hiện nay:
- Groß Friedrichsburg, còn được gọi là Hollandia,[1] nay là Pokesu: (1682–1717), đã trở thành thủ đô.
- Pháo đài Dorothea, còn được gọi là Accada,[1] nay là Akwidaa: (tháng 4 năm 1684–1687, 1698–1711, tháng 4 năm 1712–1717), mà vào năm 1687–1698 người Hà Lan đã chiếm đóng.[2]

### Các thống đốc Brandenburg
- Tháng 5 năm 1682–1683 - Philip Peterson Blonck
- 1683–1684 - Nathaniel Dillinger
- 1684–1686 - Karl Konstantin von Schnitter
- 1686–1691 - Johann Niemann